# Dampierre-sous-Brou
Dampierre-sous-Brou ist eine französische Gemeinde mit 445 Einwohnern (Stand 1. Januar 2022) im Département Eure-et-Loir in der Region Centre-Val de Loire. Sie gehört zum Arrondissement Châteaudun und zum Kanton Brou. 
Nachbargemeinden sind Frazé im Norden, Brou im Osten und Unverre im Süden und im Westen.

## Bevölkerungsentwicklung
| Jahr      | 1962 | 1968 | 1975 | 1982 | 1990 | 1999 | 2008 | 2015 |
| --------- | ---- | ---- | ---- | ---- | ---- | ---- | ---- | ---- |
| Einwohner | 426  | 430  | 440  | 473  | 472  | 446  | 471  | 480  |

## Sehenswürdigkeiten
- Kriegerdenkmal
- Kirche Saint-Pierre aus dem Jahr 1713, Monument historique

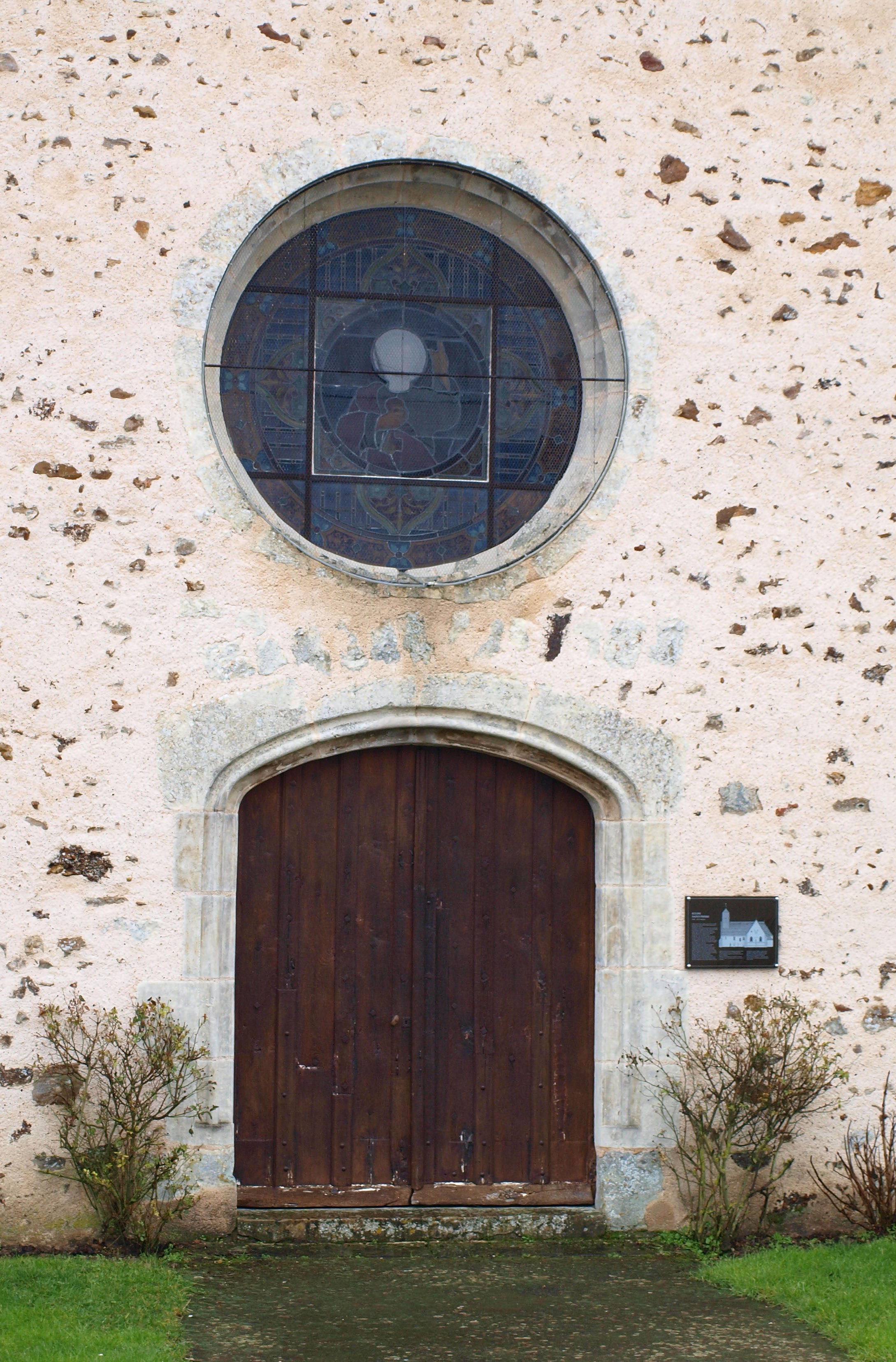
Kirche Saint-Pierre
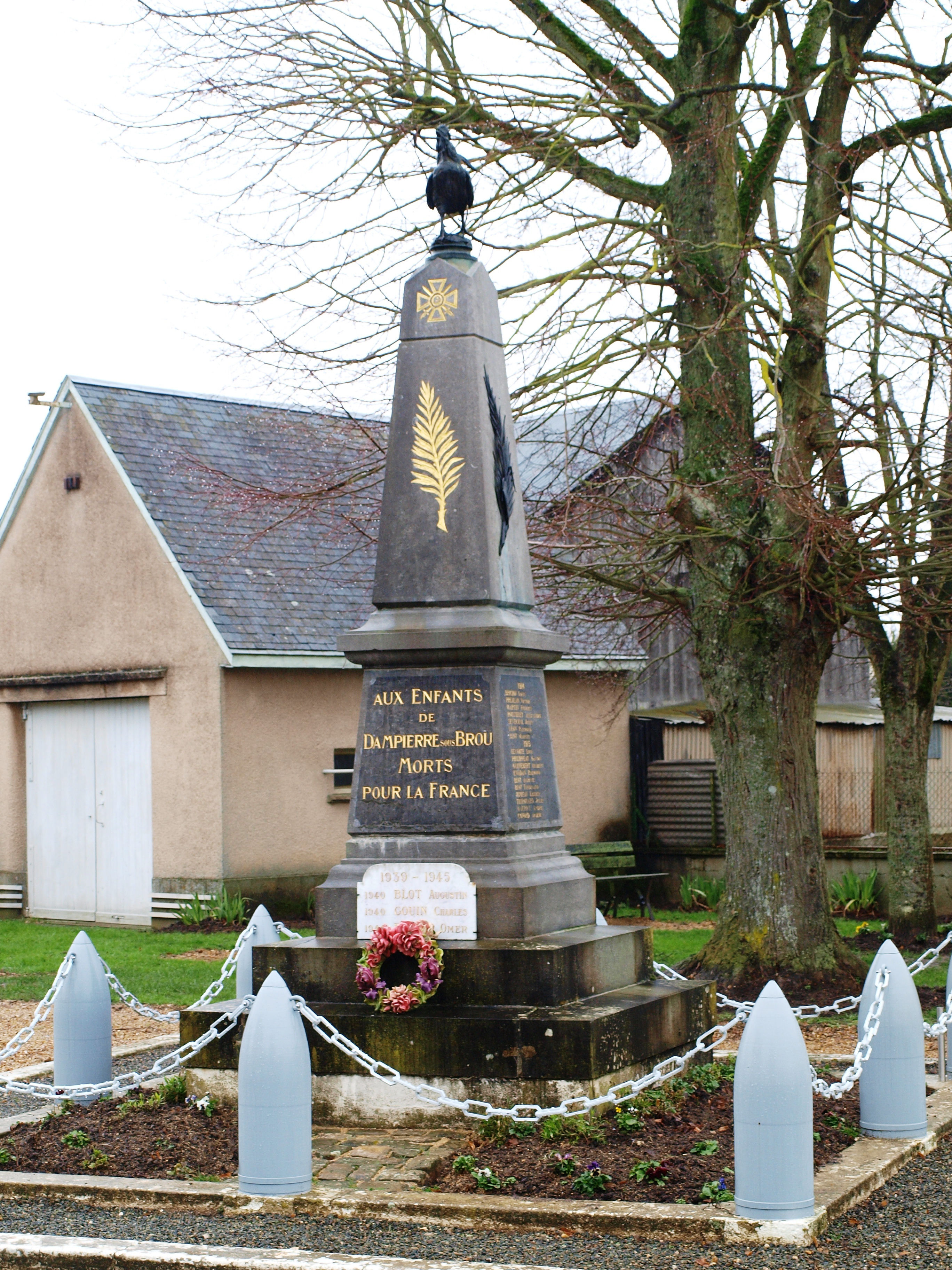
Kriegerdenkmal